# Oxyna parietina
Oxyna parietina es una especie de insecto del género Oxyna de la familia Tephritidae del orden Diptera.

## Historia
Linnaeus la describió científicamente por primera vez en el año 1758.